# Andes
Andes este un municipiu în Columbia, în departamentul Antioquia.